# Vida de Constantino

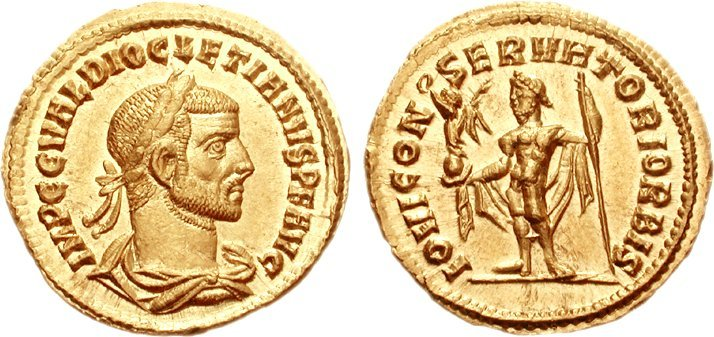
Áureo de Diocleciano r. emitido em Cízico ca. 286-287

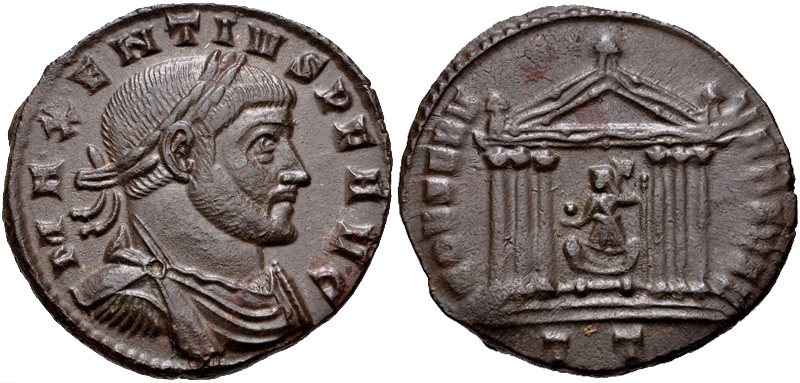
Fólis de Magêncio r. emitido em Ticino ca. 307-308

Vida de Constantino, o Grande (em grego: Βίος Μεγάλου Κωνσταντίνου; romaniz.: Bíos Megálou Konstantínou; em latim: Vita Constantini) é um panegírico escrito em grego em honra do imperador romano Constantino, o Grande (r. 306–337) por Eusébio de Cesareia no século IV. Ele nunca foi concluído devido a morte do autor em 339.
O trabalho fornece aos estudiosos uma das mais compreensíveis fontes para as políticas religiosas do reinado do imperador, ao mesmo tempo que, apropriando-se do tema, Eusébio expôs vários de seus interesses religiosos como a apologética, bem como um relato semi-biográfico de Constantino. Sua fiabilidade como um documento histórico tem sido questionada por vários historiadores, notadamente Timothy Barnes, devido a seus motivos questionáveis e estilo de escrita.

## Resumo
Dividido em quatro livros, Vida de Constantino começa com uma declaração que Constantino é imortal. Essa abertura estabelece o tom do resto da obra, uma glorificação e deificação geral do imperador e sua obra na Terra. O trabalho avança no tempo de Constantino sob o imperador Diocleciano (r. 284–305). Constantino é contrastado com o tirânico Diocleciano, cuja perseguição aos cristão e governo opressor acentua a preservação de Constantino como um forte cristão e um homem justo. Esta seção também estabelece a metáfora abrangente na obra, com Eusébio comparando Constantino a Moisés. Eusébio sugere que era o testamento de Deus elevar Constantino a imperador, como um aliviador do tormento cristão no império.
Após concluir a introdução, Eusébio passa a tratar dos empreendimentos militares de Constantino do resto do Livro I e começo do Livro II. O primeiro deles, a campanha contra Magêncio (r. 306–312), onde há a cena mais famosa da obra, a Visão de Constantino. Estação seção gerou ampla controvérsia, pois há muita desconfiança sobre a validade da história. Eusébio alega que ele ouviu a história da boca do imperador, contudo grande parte dos estudiosos modernos concordam que a história é uma distorção dos fatos ou completamente fabricada. O mesmo relato é frequentemente comparado ao de Lactâncio, que fornece uma descrição radicalmente diferente da mesma história. Eusébio então segue em frente para descrever a campanha militar seguinte, a guerra contra Licínio (r. 308–324). Eusébio contribui para o obscurecimento de Licínio, que era pró-cristão, que fora iniciado por Constantino como propaganda imperial para justificar a agressão contra ele.
O trabalho transita das campanhas militares para as medidas religiosas do imperador. O resto do Livro II termina com o delinear dos problemas religiosos enfrentados por Constantino. O Livro III é focado amplamente com o estabelecimento construtivo de Constantino desses problemas. A seção inclui o único relato contemporâneo contínuo do Primeiro Concílio de Niceia, bem como a peregrinação para Bordéus. O Concílio de Niceia tem sido examinado atentamente pelos estudiosos de viés, contudo, pois Eusébio esteve muito envolvido nas políticas do concílio. O restante do livro lida com as leis eclesiásticas do imperador, com Eusébio empenhando sua atenção na exibição de Constantino em uma luz extremamente cristã, construindo locais sagrados e alegadamente destruindo templos pagãos. A maioria das cartas imperiais de Constantino aparecem no Livro III.
O Livro IV dedica-se amplamente a tratar da vida pessoal e realizações finais de Constantino, concluindo com sua morte. Muito da obra é devotada à ilustração da piedade de Constantino. Sua viagem para a Pérsia é retratada em uma temática apologética cristã universal, suas leis proibindo o culto aos ídolos de sua própria imagem e a reiteração da supressão do culto e sacrifícios aos ídolos. Como o trabalho conclui, Eusébio faz muito esforço para descobrir um Constantino pessoal, tomando tempo para descrevê-lo como um notável falante e pregador público, bem como um ouvinte. Próximo da morte dele, Eusébio foca na força mental e espiritual de Constantino, bem como sua força física, ajudando a concluir o retrato de um homem quase divino. O panegírico termina com a morte do imperador, seu funeral, e a sucessão do trono.

## Tratamento a Constantino

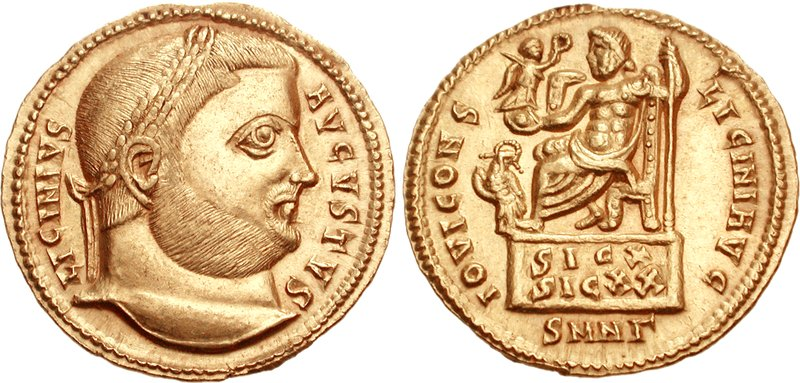
Soldo de Licínio r. emitido na Nicomédia ca. 317-318

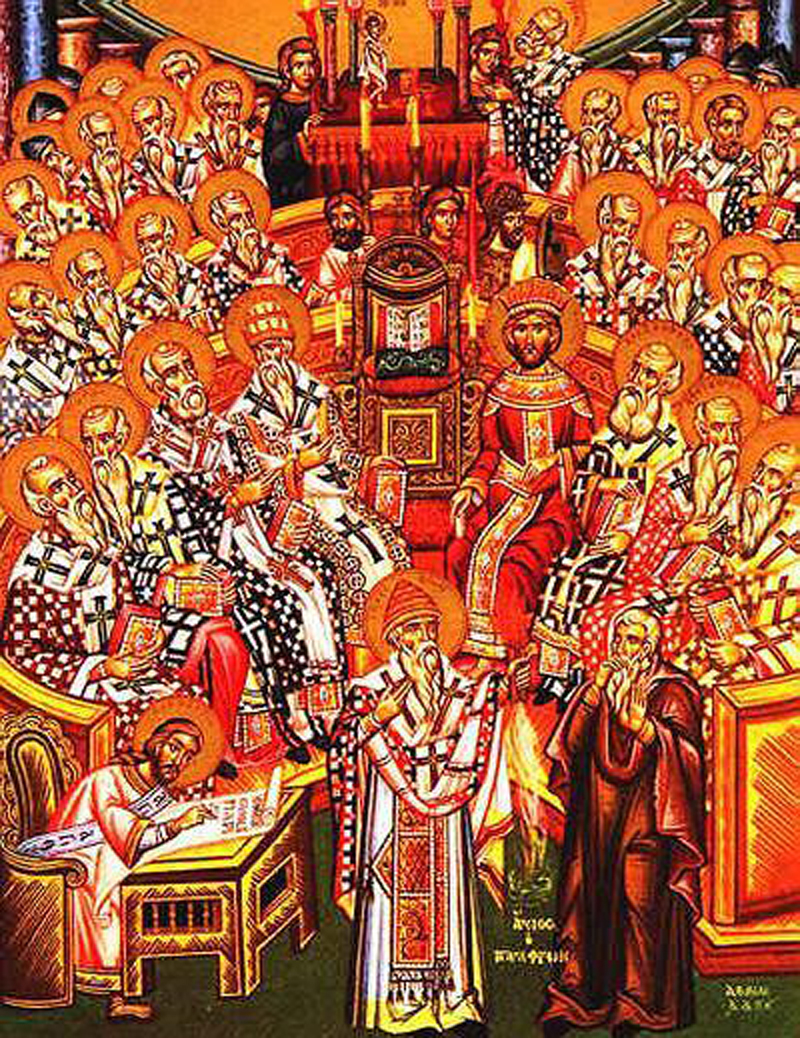
Ícone do Primeiro Concílio de Niceia

O tratamento de Eusébio a Constantino gerou muita controvérsia em torno do texto. O uso de Eusébio do estilo panegírico resulta em um tratamento extremamente generoso do imperador que tem sido notado por suas intenções pouco objetivas. Timothy Barnes nota que o autor claramente omite relatos e informação para retratar o biografado numa luz favorável. Eusébio avança a ideia do direito divino de Constantino, como se ele fosse imperador devido ao desenho de Deus, e é o imitador de Deus na Terra. A narrativa de Eusébio constrói Constantino como um enviado, de modo a terminar a perseguição dos cristãos sob o Império Romano, e assegurar a correta adoração de Deus. O Veículo de Eusébio para esta narrativa é a metáfora, com ele explicitamente retratando o imperador na imagem de Moisés.

## Credibilidade
Estudiosos céticos alegam que o casamento entre os estilos panegírico e bibliográfico mistura lenda com fatos, fazendo o texto totalmente não confiável. De fato, enquanto muitos aceitam o trabalho como fiável no geral, alguns estudiosos modernos alegam que o texto não está sem seus pontos de interrogação, especialmente concernente aos motivos e vieses de Eusébio. Eusébio consistentemente negligencia informação relevante. Ele também se engaja na politização de vários assuntos, notadamente a campanha contra Licínio e o Concílio de Niceia. No primeiro caso, o autor esforça-se para manchar a reputação de Licínio, colocando-o como um apoiante dos pagãos e um quebrador da trégua, alegações historicamente duvidosas.
Eusébio foi um participante do Concílio de Niceia e suas motivações em escrever sobre o assunto no qual esteve ativo deve ser abordado com cautela. Eusébio também tem grande dor em descrevendo-se como muito próximo do imperador, quando na verdade o oposto é mais provável. Barnes nota que o encontro Eusébio e Constantino foi uma ocorrência rara, pois o primeiro não residia próximo da capital, nem tinha um acesso especial ao imperador, como ele alega na Vida de Constantino. Em vez disso, Barnes alega que antes do Concílio de Niceia, Eusébio pode ter visto uma vez o imperador, em uma grande multidão de pessoas. Não foi até 25 anos depois que Eusébio encontrou-se com ele, no Concílio de Niceia. Após o concílio, entretanto, o contato pessoal foi esporádico e melhor. Mesmo a troca de correspondências foi infrequente.

## Relevância histórica
A Vida de Constantino permanece como o mais importante trabalho para examinar o reinado de Constantino. Apenas uma seleta quantidade de relatos pagãos do reinado existem ou tem sido descobertas, com apenas um panegírico pagão conhecido. Enquanto Eusébio tem um claro viés pró-cristão, a Vida de Constantino também fornece vários assuntos seculares perspicazes que foram descobertos fora da obra. Todavia, apesar da significância moderna, ela foi amplamente obscura nos séculos IV e V, e não alcançou popularidade até muito depois na história.